# J. Fröschl & Co.
J. Fröschl & Co. war ein 1920 in München gegründeter Elektrofachhandel. Das Familienunternehmen betrieb neben dem Großhandel bis 2004 unter dem Namen Fröschl bundesweit bis zu 30 Fachgeschäfte für Elektrogeräte und Unterhaltungselektronik im Einzelhandel. Es gehörte zeitweise zu den 500 größten Unternehmen in Deutschland und ist heute als Rexel Germany GmbH & Co.KG Teil der Rexel-Gruppe.

## Geschichte
Im Jahr 1920 gründeten Martin und Josef Fröschl in einem Münchener Hinterhof den Elektro Technischen Großhandel J. Fröschl & Co. um Elektrizitätswerke mit Kabeln zu versorgen Ab ca. 1930 war die Firma als J. Fröschl & Co. GmbH auch in Regensburg in der Luitpoldstraße 18 ansässig. In den Folgejahren wurde das Geschäft auf den Einzelhandel ausgeweitet und im süddeutschen Raum eine Reihe von Elektrofachgeschäften eröffnet. In Augsburg wurde die J. Fröschl & Co. GmbH gegründet, in Regensburg wurde unter der Leitung von Martin und Wilfried Fröschl in der Innstraße ein großer Fachmarkt für Elektroartikel eröffnet.
1957 übernahm Fröschl das 1920 von Joseph Heimbach gegründete Elektrogeschäft Heimbach in Rosenheim am Ludwigsplatz, welches von dessen Tochter Anna und dem Schwiegersohn Martin Schuhbauer seit 1921 geführt worden war. 1964 eröffnet J. Fröschl & Co. in Kaufbeuren ein Elektro-Fachgeschäft mit Werkstatt am heutigen Busbahnhof / Hotel am Turm. 1984 wurde der Standort in die Ganghoferstraße verlegt.
1991 schloss sich Fröschl der niederländischen Hagemeyer N.V an. Da keine Einigung über eine Neuausrichtung der Geschäfte erzielt werden konnte, schied Martin Fröschl 1993 aus der J. Fröschl & Co. GmbH in Regensburg aus. 1994 gab auch Wilfried Fröschl seine Anteile und die Geschäftsführung ab. im selben Jahr wurde ein Ergebnisabführungs- und Beherrschungsvertrag mit der ETG J. Fröschl & Co. GmbH & Co. mit dem Sitz in München geschlossen. Wilfried Fröschl gründete daraufhin in Walderbach die ITF-EDV Fröschl, die ab 2012 zur Dr. Neuhaus Telekommunikation GmbH, Hamburg gehörte.
Im November 1996 wurden die J. Fröschl & Co. GmbH & Co. in Augsburg, die J. Fröschl & Co. GmbH & Co. in Regensburg sowie die J. Fröschl & Co. GmbH & Co. in München zur Elektro Technischer Großhandel ETG J. Fröschl & Co. GmbH & Co. KG mit Sitz in München verschmolzen. 2001 folgte die Zusammenlegung durch Verschmelzung der Elektrohandel Beteiligungs GmbH mit der Euro Marketing & Dienstleistungs GmbH.
Zwischen 1997 und 2003 expandierte die ETG J. Fröschl & Co. bundesweit durch Übernahme verschiedener Elektrogroßhändler. Darunter die Unternehmen Ziesenhenne & Appel GmbH & Co. KG, Heim Elektro-Großhandel, R. O. Krauskopf, Assmy & Böttger GmbH, Läer & Co. Elektro-Fachgroßhandel GmbH, Stahl Elektro GmbH, Heberlein & Probst Elektro Großhandlung GmbH & Co. sowie Mürdel-elektro GmbH. Zudem wurde eine neue, große Filiale gegenüber dem Olympia-Einkaufszentrum in München eröffnet.
2003 schied Manfred Burkhart als Geschäftsführer aus. Die Fachmärkte erwirtschafteten mit 500 Mitarbeitern 120 Millionen Euro Umsatz und waren unrentabel. Daher konzentrierte sich das Unternehmen auf das Großhandelsgeschäft. Fröschl schloss erste Filialen in Nürnberg, Ulm, Regensburg, Amberg und Ingolstadt. 2004 übernahm die zur Metro Group gehörende Media-Saturn-Holding nach Freigabe durch das Kartellamt acht der verbliebenen 17 Fachmärkte der Fröschl-Elektrokette. Darunter München, Traunstein, Weilheim, Augsburg, Ansbach, Donauwörth und Memmingen, die zu Media-Markt oder Saturn Fachmärkten umgebaut wurden. Die Geschäfte in Rosenheim, Mühldorf, Kaufbeuren und Straubing wurden von den langjährigen Fröschl-Mitarbeitern Dieter Fischer (Hausgeräte-Zentraleinkauf) und Alwin Wolf (Leiter für die Region Ulm/Allgäu) übernommen und unter der neugegründeten Firma ElektroPark Allgäu GmbH in Kooperation mit der Fachhandels-Verbundgruppe ElectronicPartner (EP) weitergeführt.
Nach Abstoß der Fachmärkte erfolgte im Jahre 2004 der Zusammenschluss der verbliebenen Großhandelssparte der Fröschl-Gruppe. Dabei wurden ETG J. Fröschl, Ziesenhenne & Appel, Assmy & Böttger, Stahl Elektro, Brück, Mürdel Elektro, Läer & Co. sowie R.O. Krauskopf zur Hagemeyer Deutschland GmbH & Co. KG. verschmolzen. 2008 übernahm die französische Rexel S.A. das Unternehmen mitsamt der Muttergesellschaft Hagemeyer N.V.
Mit Übernahmevertrag vom 23. März 2011 übernahm die Hagemeyer Deutschland GmbH & Co. KG die Euro Marketing & Dienstleistungs GmbH.

## Unternehmensstruktur
Fröschl gehörte mit seiner Großhandelssparte sowie seinen bis zu 30 Einzelhandelsfilialen zeitweise zu den 500 größten deutschen Unternehmen. Die stationär und online gehandelte Produktpalette umfasste Elektroinstallationen, Lampen, Elektrogeräte, Unterhaltungselektronik, Bürogeräte sowie Tonträger. Das Unternehmen gliederte sich bis zu seiner vollständigen Verschmelzung zur Hagemeyer Deutschland GmbH & Co. KG 2004 wie folgt:
- J. Fröschl & Co. GmbH, München (1920–1996)
- J. Fröschl & Co. GmbH, Regensburg (ca. 1930–1996) mit den Filialen Weiden und Amberg[16]
- J. Fröschl & Co. GmbH, Augsburg (unbekannt – 1996)

Daraus wurde:
- HFK Elektrohandel Beteiligungs GmbH, München (1993–2001)
- Euro Marketing & Dienstleistungs GmbH,  München (bis 2011)
- J. Fröschl Service GmbH & Co. München (1996–1999) später Froschkönig
- Elektro Technischer Großhandel ETG J. Fröschl & Co. GmbH & Co. München (1996–2004)
  - Ziesenhenne & Appel, Zweigniederlassung der ETG J. Fröschl & Co. in München (1996–2004)
  - Alfred Heim, Zweigniederlassung der ETG J. Fröschl & Co. in Mannheim (1997–1999)
  - Heim Elektro-Großhandel, Zweigniederlassung der ETG J. Fröschl & Co. in Weinheim und Heidelberg (1997–1999)
  - R. O. Krauskopf, Zweigniederlassung der ETG J. Fröschl & Co. in Glinde (1998–2004)
  - Brück Elektrofachgrosshandel GmbH & Co. KG in Bad Hersfeld (1998–2004)
  - ELAPP Elektrotechnik und Handel GmbH in Saarbrücken (1998–2004)
  - Assmy & Böttger, Zweigniederlassung der ETG J. Fröschl & Co. in Bremen (1999–2004)
  - Läer & Co., Zweigniederlassung der ETG J. Fröschl & Co. in Gütersloh (1999–2004)
  - Stahl Elektro, Zweigniederlassung der ETG J. Fröschl & Co. in Oberhausen (2000–2004)
  - Heberlein & Probst, Zweigniederlassung der ETG J. Fröschl & Co. in München (2001–2004)
  - Mürdel elektro, Zweigniederlassung der ETG J. Fröschl & Co. in München und Kempten (2003–2004)
  - Union Elektro, Zweigniederlassung der ETG J. Fröschl & Co. in Ravensburg (2003–2004)

## Trivia
- In einem Bericht des Magazins Der Spiegel von 1966 mit dem Titel Die Reichen in Deutschland fand Firmengründer Josef Fröschl Erwähnung.[17]
- Leopold Stiefel, federführender Gründer und bis Ende 2006 Vorsitzender der Media-Saturn-Holding, war von 1964 bis 1968 Abteilungsleiter bei Fröschl & Co.[18]
- Die Werbeslogan Erst mal sehen, was Fröschl hat und Sei kein Frosch, geh zu Fröschl waren in der Region weit bekannt.[4][10]
- Am 11. Mai 2001 suchten Mitglieder von Greenpeace in einer Münchener Fröschl-Niederlassung nach umweltschädlichen Kühlschränken und wurden fündig.[19]